# I Speak Because I Can
I Speak Because I Can è il secondo album di Laura Marling, pubblicato il 22 marzo 2010.

## Tracce
1. Devil's Spoke – 3:40
2. Made by Maid – 2:51
3. Rambling Man – 3:16
4. Blackberry Stone – 3:28
5. Alpha Shallows – 3:42
6. Goodbye England (Covered in Snow) – 3:45
7. Hope in the Air – 4:32
8. What He Wrote – 4:07
9. Darkness Descends – 3:40
10. I Speak Because I Can – 3:59

Traccia bonus nell'edizione iTunes
1. Nature of Dust – 1:29

## Classifiche
- Official Albums Chart - #4